# Erkki Ruoslahti
Erkki Ruoslahti (né le 16 février 1940 à Imatra, en Finlande) est un chercheur sur le cancer et professeur distingué au Sanford Burnham Prebys Medical Discovery Institute. Il a quitté la Finlande pour les États-Unis en 1976.

## Éducation et carrière
Ruoslahti obtient son doctorat en médecine de l'Université d'Helsinki en 1965 et son doctorat de la même institution en 1967. Il effectue des études postdoctorales à Caltech.
Ruoslahti occupe divers postes universitaires à l'Université d'Helsinki et à l'Université de Turku en Finlande et au City of Hope National Medical Center à Duarte, en Californie, jusqu'à ce qu'il rejoigne la La Jolla Cancer Research Foundation (aujourd'hui Sanford Burnham Prebys Medical Discovery Institute, ou SBP) en 1979. Il est président de la SBP de 1989 à 2002 et professeur distingué à l'Université de Californie à Santa Barbara de 2005 à 2015.

## Travaux
Ruoslahti apporte des contributions fondamentales à la biologie de la matrice extracellulaire et de ses récepteurs. Il est l'un des découvreurs de la fibronectine, une molécule d'adhésion et un composant des matrices extracellulaires, et il identifie par la suite et clone un certain nombre d'autres composants de la matrice extracellulaire et de molécules d'adhésion. En 1984, il identifie la séquence de la fibronectine qui assure la liaison cellulaire, appelée RGD pour les acides aminés qui la composent et isole les récepteurs cellulaires qui se lient à cette séquence, désormais connus sous le nom d'intégrines. La découverte du RGD conduit au développement de médicaments contre la thrombose vasculaire et le cancer, entre autres maladies.
Ruoslahti étudie ensuite des molécules marqueurs spécifiques dans les vaisseaux sanguins. Il introduit le concept de « codes postaux » vasculaires, l'idée que chaque tissu porte des signatures moléculaires qui peuvent être ciblées par des ligands d'affinité, et utilise l'affichage de phages peptidiques in vivo pour prouver le concept et développer de nombreux peptides de localisation tumorale.
Le groupe de recherche de Ruoslahti développe une nouvelle classe de peptides tumoraux qui peuvent être utilisés pour améliorer l'administration de médicaments et de nanoparticules aux tumeurs,. Ces peptides pénétrant les tumeurs se dirigent sélectivement vers les vaisseaux tumoraux, où ils activent une voie de transport qui délivre le peptide, et avec lui des médicaments et même des nanoparticules, à travers la paroi des vaisseaux sanguins tumoraux et en profondeur dans le tissu tumoral. Après s'être lié aux vaisseaux tumoraux, le peptide est clivé et un motif de séquence d'acides aminés appelé règle C-end ou motif CendR (prononcé « sender ») est exposé à l'extrémité C-terminale du peptide. La liaison ultérieure du peptide à la neuropiline-1 active la voie de transport CendR dans et à travers le tissu tumoral,.
Ce peptide reconnaît de nombreux types de cancers différents et peut être utilisé pour l'administration tumorale de diverses charges utiles qui sont soit couplées au peptide, soit administrées avec lui,,,,,. Il est également démontré que l’iRGD permet d’administrer efficacement des médicaments au placenta, ce qui pourrait aider au traitement de la croissance fœtale lente.
Récemment, le criblage de phages in vivo est utilisé pour identifier des peptides ciblant les artères pulmonaires hypertensives l'athérosclérose et les maladies du cerveau.

## Prix et distinctions
- 1990 - Prix de recherche médicale de la Fondation Robert J. et Claire Pasarow
- 1995 - Nobel Fellow au Karolinska Institutet de Stockholm
- 1997 - Prix international de la Fondation Gairdner
- 1998 - Prix international Jacobaeus
- 2005 - Prix du Japon en biologie cellulaire
- 2012 - Lauréat de la citation Thomson Reuters
- 2022 - Prix Albert-Lasker pour la recherche médicale fondamentale